# Anna Swelund
Anna Swelund (manchmal auch Anna Swelung geschrieben) ist zu einer Kultfigur der Internetgemeinde geworden. Es handelt sich hierbei um eine fiktive Person, die angeblich bei Nokia, Ericsson oder einem anderen Mobiltelefon-Produzenten als Vertriebsmanagerin arbeiten soll.
Von Zeit zu Zeit kursieren (etwa seit 2000) im Internet Kettenmails (sogenannte Hoaxes), in denen behauptet wird, dass oben genanntes Unternehmen Mobiltelefone verschenke. Dies geschehe deshalb, weil ein konkurrierendes Unternehmen dies ebenfalls tue – um bekannter zu werden, wolle man es diesem gleichtun.
Der Empfänger wird in den Mails aufgefordert, die Mail an eine bestimmte Mindestanzahl von Personen weiterzuleiten, und eine Kopie dieser Mail an Anna Swelund zu schicken. Als Belohnung dafür winke ein Gratis-Handy des jeweiligen Herstellers, welches zwei Wochen nach Erhalt der Mail verschickt werden solle. In der Realität sieht die Belohnung aber anders aus: Die E-Mail-Adressen im Verteiler werden in Spam-Listen eingetragen, als Belohnung gibt es daher unzählige Spams.
In einigen Versionen der Mails ist Annas Nachname zu „Swelung“ oder auch „Sweling“ mutiert.
Ericsson reagierte mit einem Dementi per Pressemitteilung, außerdem wurde das E-Mail-Account Anna.Swelund@ericsson.com eingerichtet, um den Betroffenen eine automatische Antwortmail zurückzuschicken, welche darüber aufklärt, dass die Kettenmail eine Fälschung ist. Auch andere Unternehmen reagierten vergleichbar.
Wie der Name „Anna Swelund“ entstand, ist unklar. Es wurde versucht, den Namen möglichst authentisch wirken zu lassen. Vermutlich wurde das „swe“ als Hinweis auf den skandinavischen Hersteller gewählt, „-lund“ ist ein häufiger Namensbestandteil im schwedischen Sprachraum, (wie „-son“).